# Deusen
Deusen, Dortmund-Deusen – dzielnica miasta Dortmund w Niemczech, w kraju związkowym Nadrenia Północna-Westfalia, w okręgu administracyjnym Huckarde.